# Sunan Abu Dawud
El Sunan Abu Dawud o Sunan Abu Dawood (en árabe: سنن أبي داود‎, romanizado: Sunan Abī Dāwūd) es uno de los seis libros, los Kutub al-Sittah (las seis colecciones principales de hadices) del islam sunita, recopilada por Abu Dawud. Los hadices son los dichos o actos del profeta islámico Mahoma.

## Introducción
Abu Dawud recopiló veintiún libros relacionados con los hadices y prefirió aquellos hadices que eran apoyados por el ejemplo de los compañeros de Mahoma. Con respecto a los hadices contradictorios, afirma en la sección titulada 'Carne adquirida al cazar para un peregrino': "si hay dos reportes contradictorios del Profeta (la paz sea con él), se debe hacer una investigación para establecer lo que han adoptado sus compañeros". En una carta a la gente de La Meca, escribió: "He sido honesto en señalar dondequiera que hubiese demasiada debilidad con respecto a cualquier tradición en mi colección. Si acaso dejara un hadiz sin comentar, debe considerarse como sólido, aunque algunos de ellos son más auténticos que otros ". Los Hadices Mursal (una tradición en la que se omite uno de los compañeros y un sucesor narra directamente de Mahoma) también han sido un motivo de debate entre los tradicionalistas. Abu Dawud afirma en su carta a la gente de La Meca: "si un Hadiz Musnad (tradición ininterrumpida) no es contrario a un Mursal o si no se encuentra un Hadiz Musnad, entonces el Hadiz Mursal será aceptado aunque no se consideraría tan fuerte como un Hadiz Muttasil (cadena ininterrumpida) ".
Las tradiciones en el Sunan Abu Dawud se pueden dividir en tres categorías. La primera consiste en aquellas tradiciones que son mencionadas por Bujari o por Muslim, o por los dos. El segundo tipo de tradiciones son las que cumplen las condiciones que ponen Bujari o Muslim. A este punto, debe recordarse que Bujari dijo: "Solo incluí en mi libro Sahih Bujari tradiciones auténticas, y omití muchas más tradiciones auténticas que éstas para así evitar una extensión innecesaria".

## Descripción
Abu Dawud recopiló 500 000 hadices, pero solo incluyó 4800 de ellos en esta recopilación. Los sunitas consideran esta colección como la cuarta en fuerza de sus seis principales colecciones de hadices. Abu Dawud demoró 20 años en recopilar los hadices. Para ello, hizo una serie de viajes para conocer a la mayoría de los más destacados tradicionistas de su época y consiguió de ellos los hadices más confiables, citando a las fuentes a través de las cuales le llegaron. En tanto que el autor recopiló hadices que nadie había recopilado antes, su sunan ha sido aceptado como una obra estándar por parte de académicos de muchas partes del mundo islámico, especialmente después de que Ibn al-Qaisarani lo incluyera en la canonización formal de las seis grandes colecciones.

## Comentarios y traducciones
El Sunan Abu Dawud se ha traducido a numerosos idiomas. La Biblioteca Islámica de Australia ha recopilado 11 comentarios sobre este libro en árabe, urdu e indonesio.